# Nils Jörn
Nils Jörn (* 31. Oktober 1964 in Bergen auf Rügen) ist ein deutscher Historiker und Autor. Seit 2004 ist er am Archiv der Hansestadt Wismar tätig, seit 2012 als dessen Leiter.

## Leben
Nach Einschulung in Dranske auf Rügen und anschließenden Schulbesuchen in Karlshagen auf Usedom und Wolgast absolvierte Nils Jörn von 1983 bis 1986 seinen Wehrdienst bei der NVA. Im September 1986 begann er mit dem Studium der Fächer Geschichte und Germanistik an der Ernst-Moritz-Arndt-Universität Greifswald, wo er sich zwischen 1988 und 1990 auf mittelalterliche und frühneuzeitliche Geschichte unter Betreuung von Konrad Fritze spezialisierte. Das Studium schloss er 1991 mit der Lehramtsbefugnis für das Fach Geschichte ab. Im Anschluss blieb er an der Universität Greifswald, um unter der Betreuung von Horst Wernicke ein Forschungsstudium zum Thema „Der hansische Stalhof in London in der Zeit von 1474 bis 1554“ zu absolvieren. Ein Forschungsaufenthalt führte ihn 1991–1992 nach London an das Deutsche Historische Institut und an die London School of Economics. Ab 1994 war er bis zu seiner Promotion 1996 als wissenschaftlicher Mitarbeiter an dem Gemeinschaftsprojekt „Der hansische Flandernhandel“ der Universitäten Greifswald und Kiel tätig. Von 1996 bis 1999 arbeitete er an dem gemeinsamen Projekt „Die Integration des südlichen Ostseeraumes in das Alte Reich 1555–1806“ der Universitäten Greifswald, Kiel und Augsburg. Die folgenden beiden Jahre bis 2001 arbeitete er an dem von der Fritz Thyssen Stiftung geförderten Projekt „Gerichtstätigkeit, personelle Strukturen und politisch relevante Rechtsprechung am Wismarer Tribunal 1653–1806“ am Lehrstuhl für Allgemeine Geschichte der Neuzeit der Universität Greifswald. Danach wechselte er als Post-Doktorand für fünfzehn Monate an die Johann Wolfgang Goethe-Universität Frankfurt am Main. Zwischen 2002 und 2004 war er als Stipendiat der DFG an der Universität Greifswald in Forschung und Lehre tätig.
Seit 1. Oktober 2004 ist Nils Jörn am Archiv der Hansestadt Wismar tätig. Zunächst beschäftigte er sich als wissenschaftlicher Mitarbeiter mit der Bestandsaufnahme und Auswertung der Prozessakten des Wismarer Tribunals, seit 2012 ist er Leiter des Archivs. Nils Jörn ist seit 2006 Vorstandsmitglied der Historischen Kommission für Pommern und der Gesellschaft für pommersche Geschichte, Altertumskunde und Kunst sowie seit 2008 Vorstandsmitglied des Hansischen Geschichtsvereins, außerdem Mitglied der Historischen Kommission für Mecklenburg, Gründungspräsident der David-Mevius-Gesellschaft und im Vorstand des Vereins der Freunde und Förderer des Archivs der Hansestadt Wismar. 
Gemeinsam mit dem Greifswalder Historiker Dirk Alvermann gibt Jörn das Biographische Lexikon für Pommern heraus.
Als Verfasser, Herausgeber und Mitautor ist er an zahlreichen Publikationen beteiligt.
Ein weiteres Projekt konnte Nils Jörn am 2. Juli 2021 vorstellen. Zeitreise Wismar - das offizielle digitale Geschichtsportal des Archivs der Hansestadt Wismar. Eine spezielle Webseite, die Einwohnern, Forschenden und Interessierten den Online-Zugriff auf zahlreiche historische Bestände der Stadt und einen interaktiven Einblick in Wismars Vergangenheit bietet.
Zu seinem 60. Geburtstag am 16. November 2024 wurde Nils Jörn als Wismars Stadtarchivar mit einem Festkolloquium im Zeughaus vor Gästen aus ganz Deutschland und darüber hinaus für seine Verdienste geehrt.